# Willem Schellinks
Willem Schellinks (Amsterdam, 2 februari 1623 – aldaar, 12 oktober 1678) was een Nederlandse kunstschilder, etser en dichter.

## Biografie
Willem Schellinks werd op 2 februari 1623 in Amsterdam geboren als zoon van de zakenman Laurens Schellinks. Zijn vader was afkomstig uit de Zuid-Nederlandse plaats Bree en zette zijn bedrijf in 1609 in Amsterdam op. Er is vrij weinig bekend verder over de jeugd en de scholing van Willem Schellinks. Wel is bekend dat hij 1646 samen met zijn vriend Lambert Doomer naar Frankrijk vertrok voor een reis. Tijdens hun reis maakten de schilders topografische tekeningen van het landschap waarbij Schellinks ook een dagboek bijhield.
Na zijn terugkeer in Amsterdam legde Schellinks zich toe op de Italiaanse landschapsschilderkunst in de stijl van Jan Asselijn, ondanks dat hij tot dan toe nog nooit Italië had bezocht. In 1661 zou hij de dertienjarige koopmanszoon Jacques Thierry vergezellen op diens Grand tour. De reis begon in Engeland en in de vier jaar durende reis zou Schellinks ook Frankrijk, Italië, Sicilië en Malta aan doen. Tijdens de reis mengde de schilder zich met groot gemak onder de Europese artistieke en culturele elite, waardoor hij toegang kreeg tot beroemde collecties schilderijen en andere kunst. Uiteindelijk keerde Schellinks en Thierry in augustus 1665 terug in Amsterdam. Mogelijk maakte Schellinks deze reis in opdracht van de Republiek, want hij maakte veel schetsen van strategisch belangrijke punten.

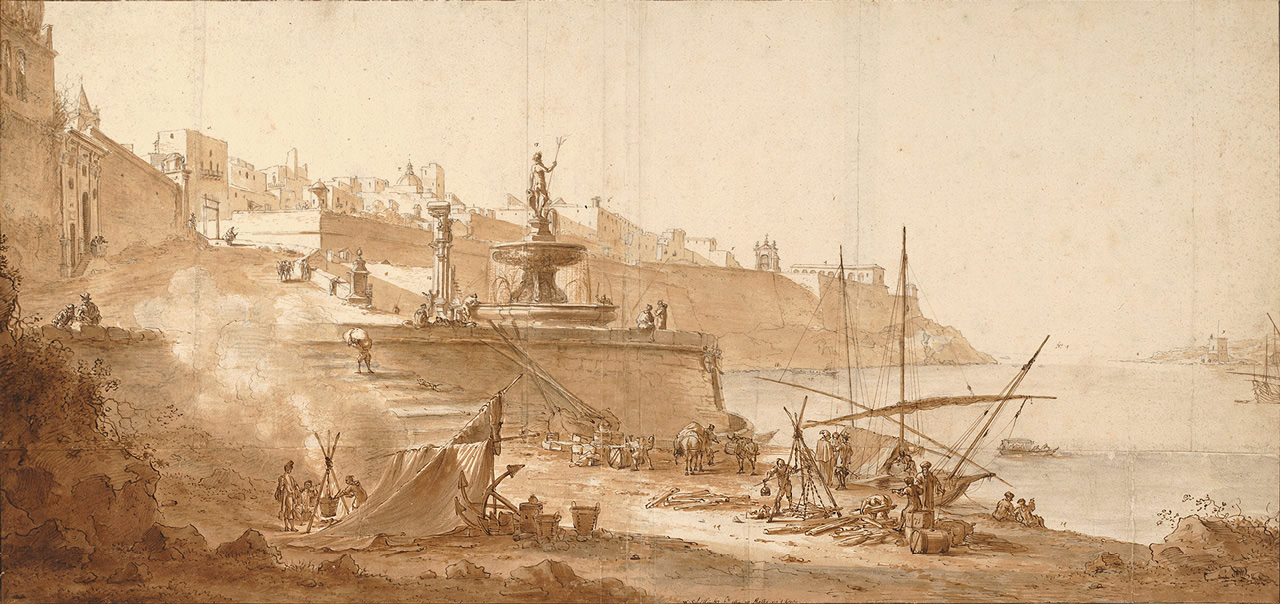
De Fontana Nuova in de Grand Harbour van Valletta.

In de jaren die volgden hield hij zich grotendeels bezig met de ontwikkeling en uitwerking van zijn reistekeningen voor Laurens van der Hem. Deze tekeningen nam Van der Hem op in zijn editie in de Atlas Maior van Joan Blaeu Volgens sommige schrijvers zou Schellinks een derde reis hebben gemaakt omdat een aantal van zijn werken een thema hebben rondom de Tocht naar Chatham van Michiel de Ruyter. Waarschijnlijk maakte hij voor deze schilderijen gebruik van zijn Engelse landschapsstudies die hij al eerder gemaakt had. Nadat Schellinks overleed voltooide Frederik de Moucheron zijn schilderijen en voegde er figuren aan toe.

## Dichtwerk
Naast schilder was Schellinks ook actief als dichter. Zijn gedichten zijn voornamelijk aangetroffen in bloemlezingen en liedboeken. Hij schreef vaak onder een pseudoniem met een verwijzing naar zijn daadwerkelijke achternaam, zoals W 6 Stuyvers. De interesses van Schellinks waren breed en de onderwerpen van zijn gedichten getuigen van zijn bereidheid om het alledaagse en het vulgaire te integreren: zijn gedichten in het Amsterdamse dialect hadden het gewone volk als onderwerp, hij publiceerde uitdagende strofen en oneerbiedige verzen, en hij produceerde tientallen gedichten voor specifieke gelegenheden en doeleinden, zoals verjaardagen, begrafenissen en schilderijen.

## Galerij

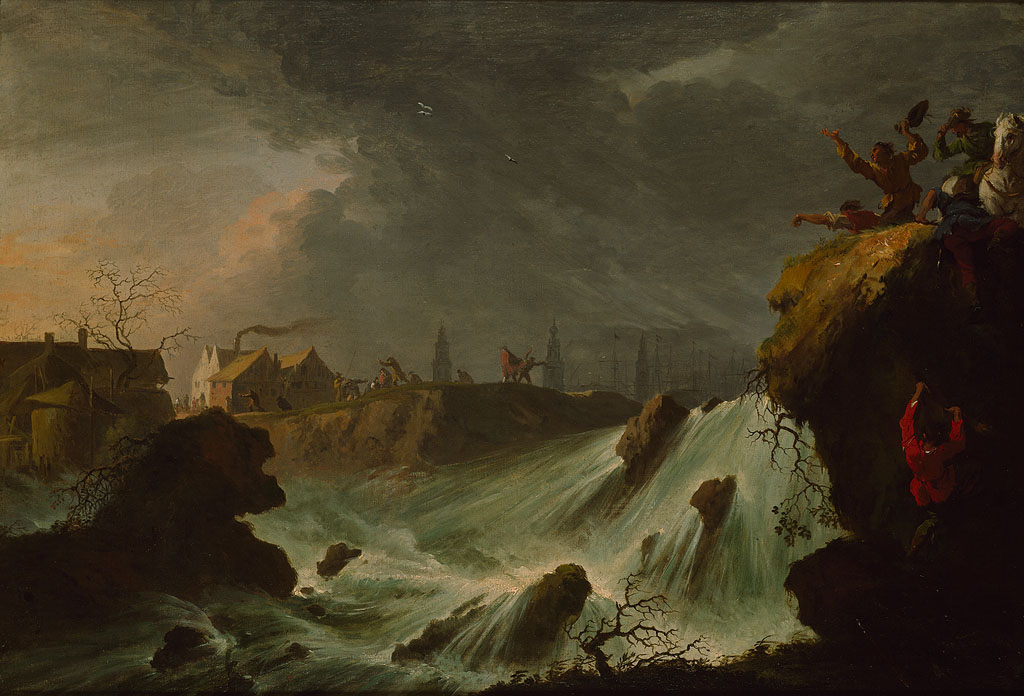
De doorbraak van de Sint-Antonisdijk bij Oetewaal
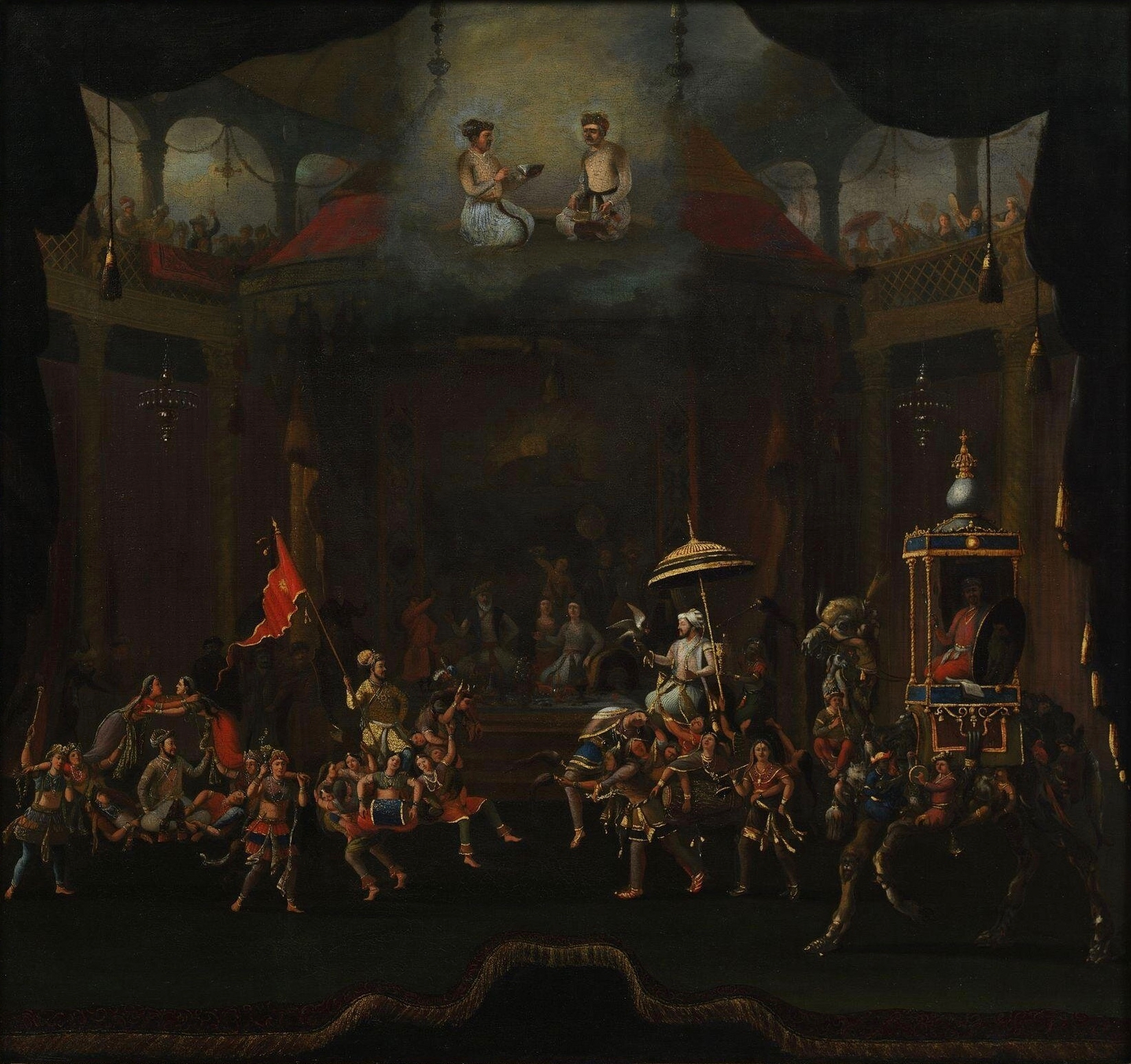
Parade van de zonen van Shah Jahan
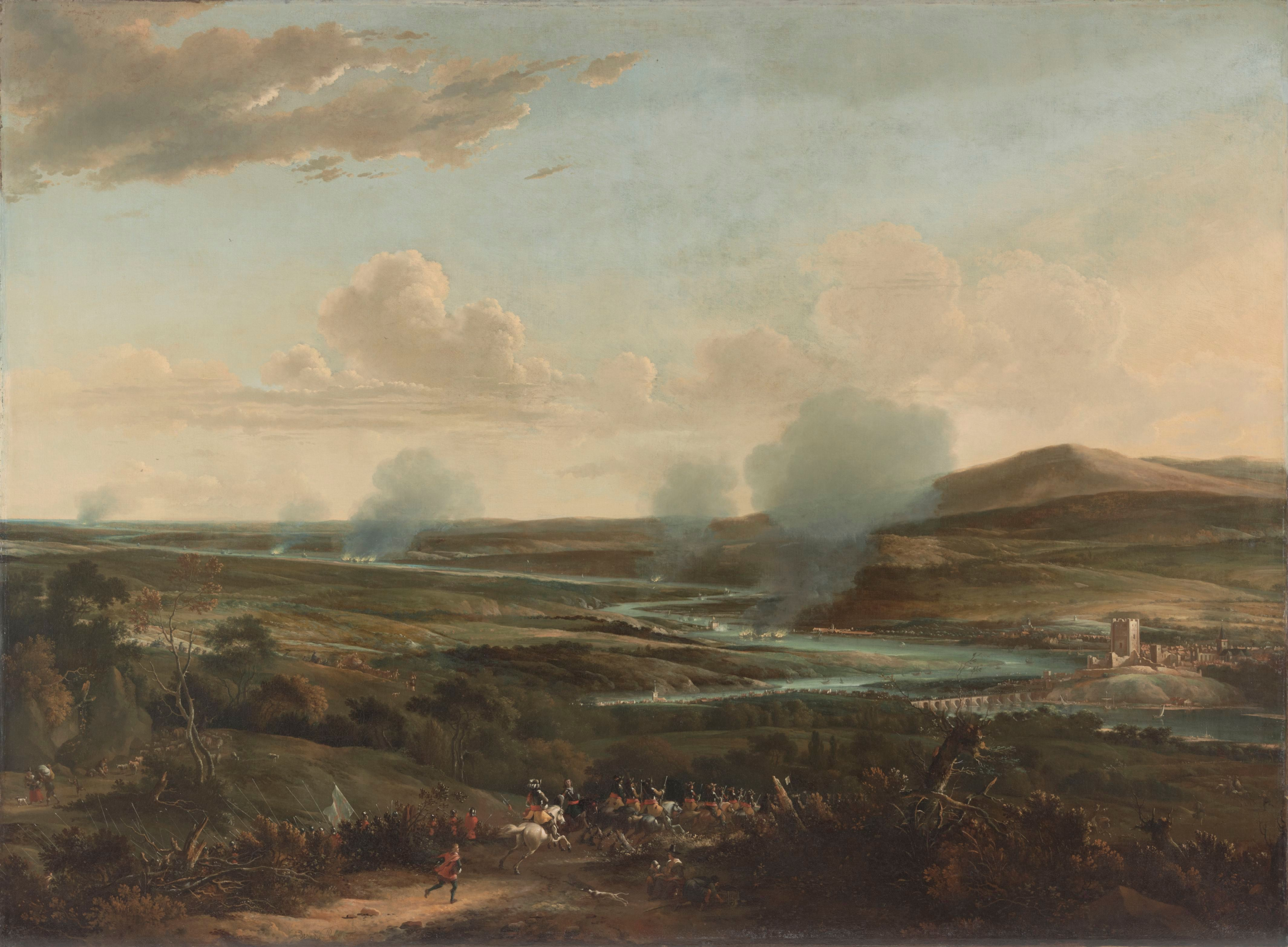
Tocht naar Chatham
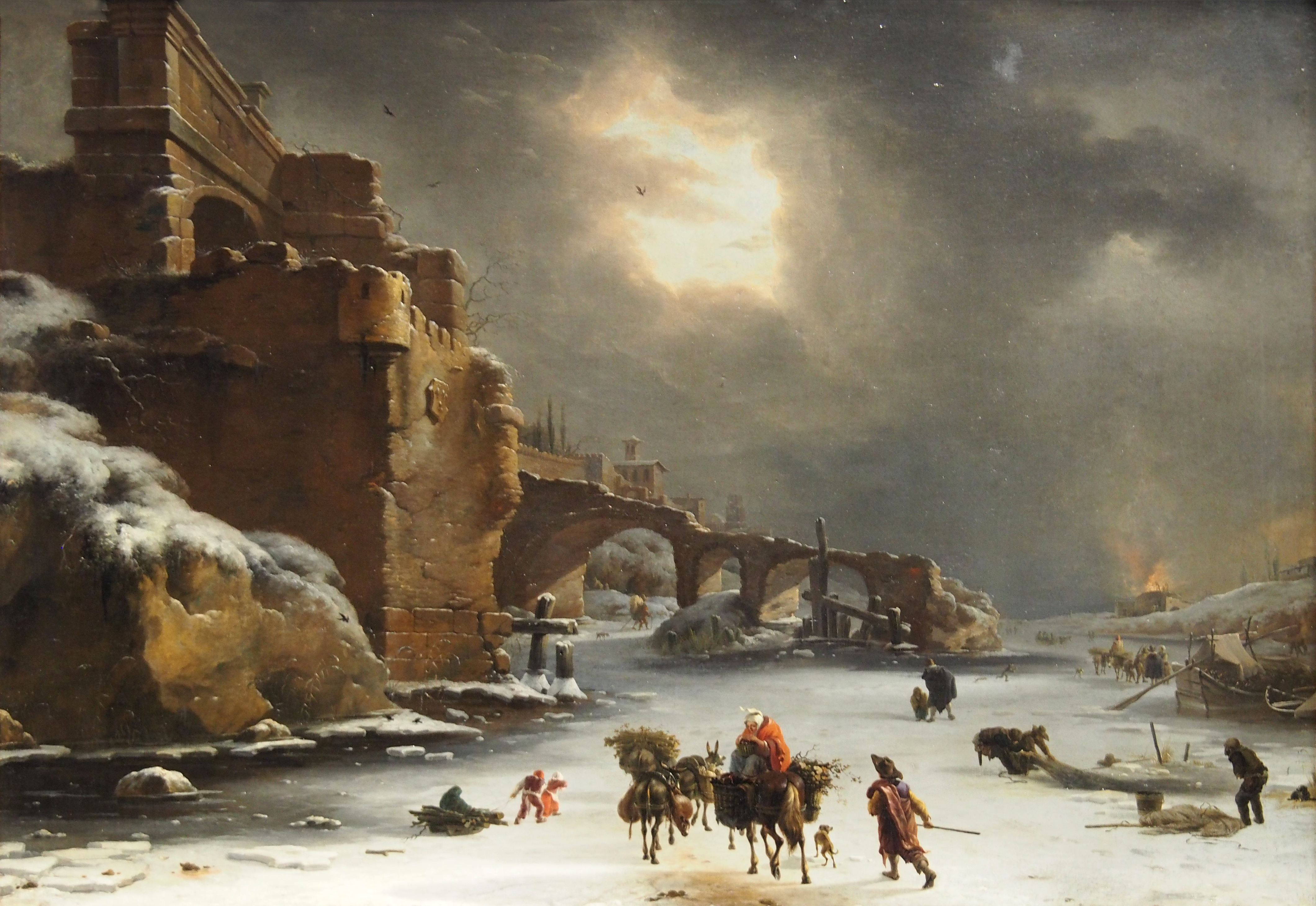
De stadsmuren in de winter
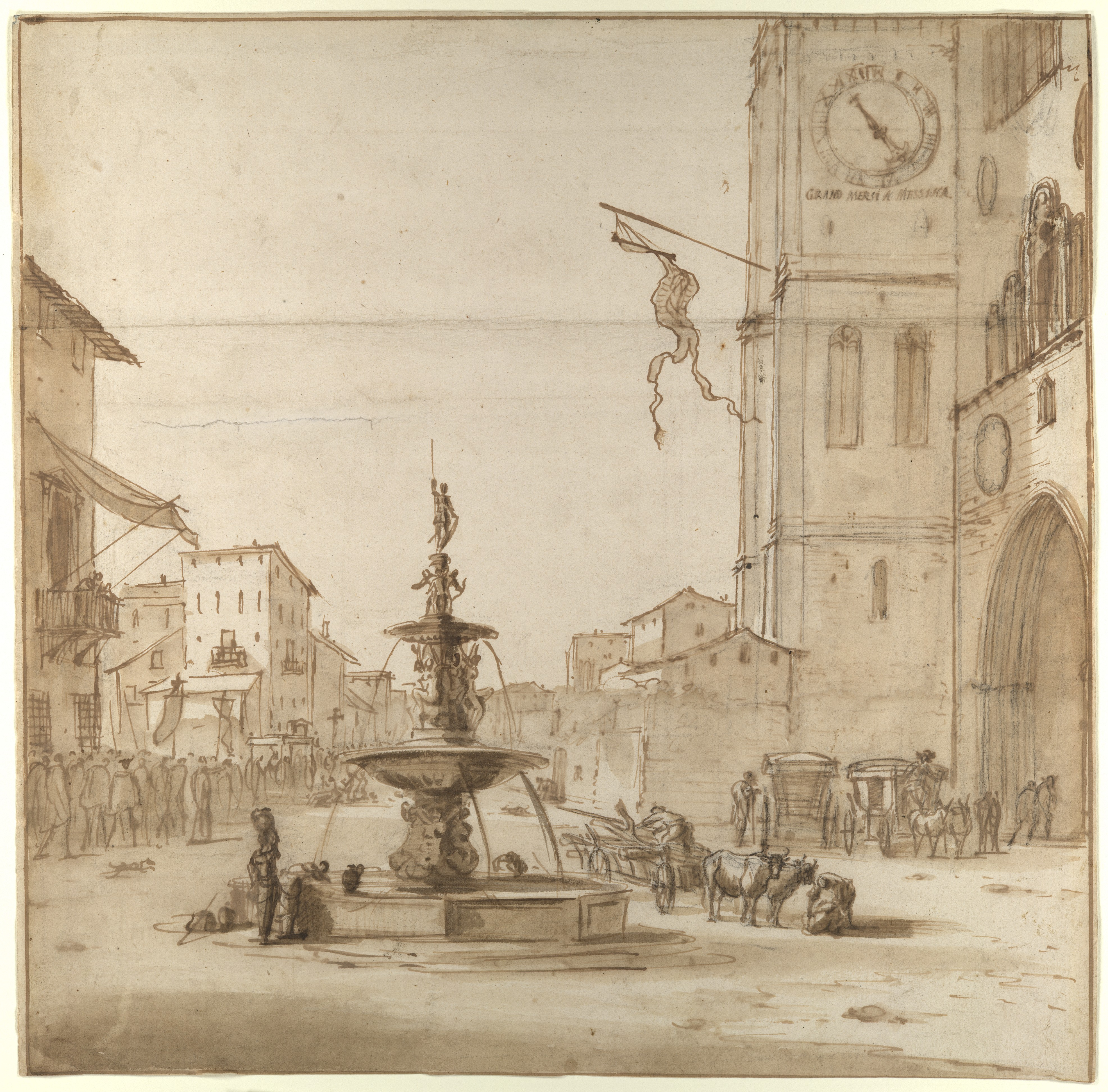
Een gezicht op de Piazza del Duomo van Messina